# 프라하 경제대학교

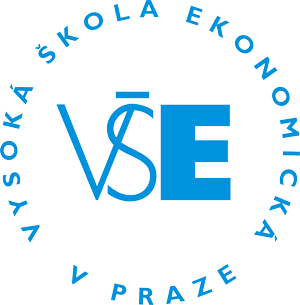
프라하 경제대학교 로고

프라하 경제대학교(체코어: Vysoká škola ekonomická v Praze 영어: University of Economics in Prague)는 체코 프라하에 위치한 공립 대학이자 경제 전문 대학교이다. 1,150명에 달하는 교직원들(교수는 720명)이 근무하고 있으며 20,000명에 달하는 학생들이 재학 중이다.
1919년에 설립되었으며 경제학, 비즈니스, 정보 기술 분야를 전문으로 하는 체코의 대학교 중에서 가장 큰 규모를 자랑한다.
경영학 학부는 EQUIS의 인가를 받았으며 세계에서 상위 1%의 비지니스 스쿨 중 1위를 차지했었다.
프라하 경제대학교는 파이낸셜 타임스 (Financial Times)에 의해 매년 순위가 매겨졌으며 중동부 유럽에서 최고의 "비즈니스 스쿨"중 하나인 Eduniversal Ranking 프로젝트에 의해 수년간 평가되었다.
체코의 대통령, 다수의 정치인, 기업인들이 배출되었다.